# Eastleigh

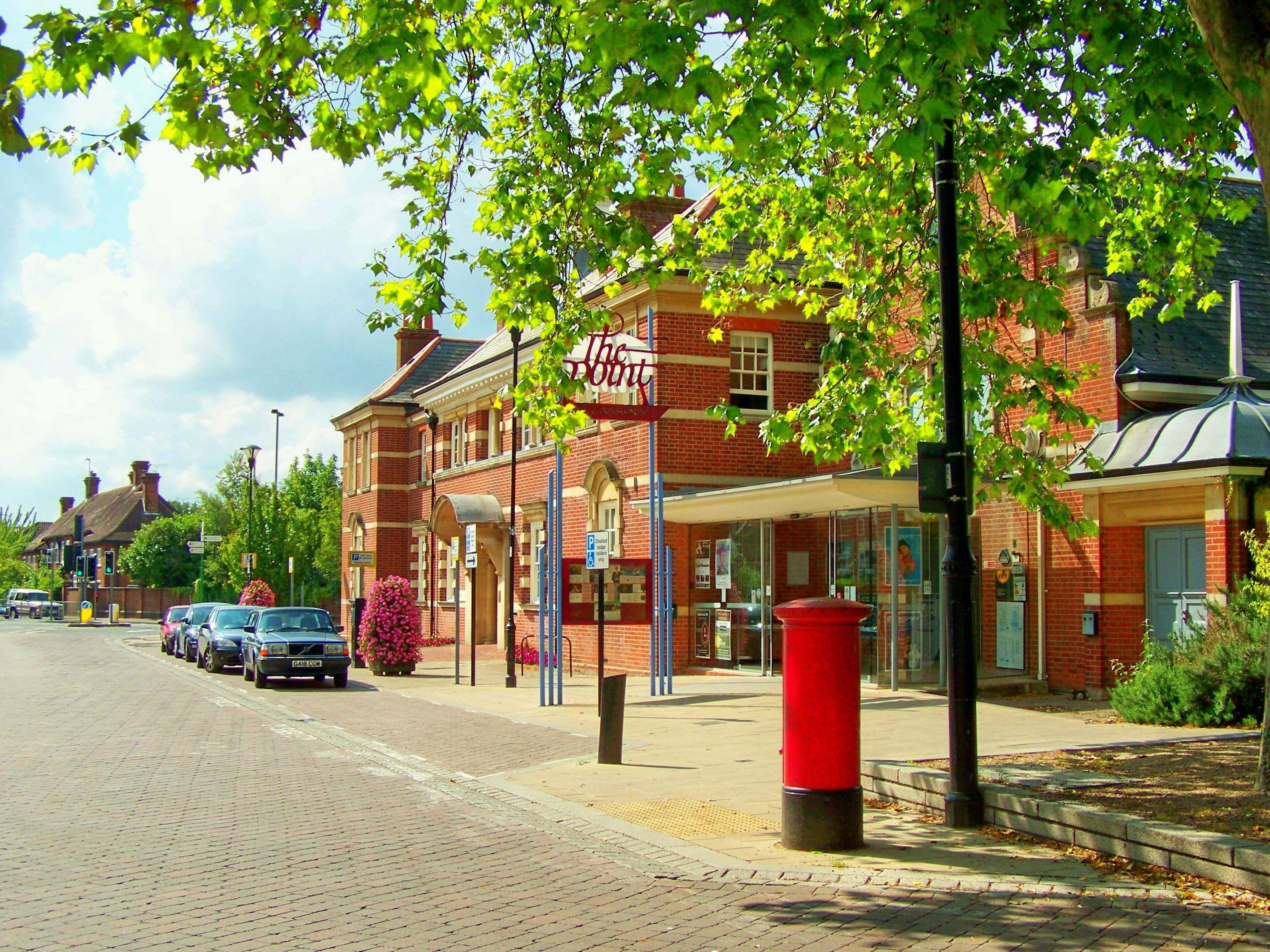
The Point în Eastleigh

Eastleigh este un oraș și un district ne-metropolitan situat în Regatul Unit, în comitatul Hampshire, regiunea South East, Anglia. Districtul are o populație de 119.000 locuitori, dintre care 116.169 locuiesc în orașul propriu zis Eastleigh.

## Personalități
- John Bodkin Adams
- Aleister Crowley